# خیرآباد (تیران و کرون)
خیرآباد (تیران و کرون)، روستایی از توابع بخش مرکزی شهرستان تیران و کرون در استان اصفهان ایران است.

## جمعیت
این روستا در دهستان ورپشت قرار دارد و براساس سرشماری خانه بهداشت جمعیت آن972 نفر (۲8۱خانوار) بوده‌است.